# Triarius vittipennis
Triarius vittipennis är en skalbaggsart som först beskrevs av Horn 1893.  Triarius vittipennis ingår i släktet Triarius och familjen bladbaggar. Inga underarter finns listade i Catalogue of Life.